# Varianti diacoriche
Diacorico, dal greco dià, attraverso, e khorā, regione, è un aggettivo che in dialettologia è riferito alle varianti regionali di una lingua. Un suo sinonimo più diffuso è diatopico.
Una lingua con molteplici varianti grammaticali e lessicali diacoriche e di registro stilistico costituisce un diasistema linguistico.